# HD 58907
HD 58907，又名CD-23 5477，SAO 173743、HR 2850，是一颗恒星，视星等为6.56，位于銀經237.93，銀緯-3.36，其B1900.0坐标为赤經7h 22m 27.9s，赤緯-23° -3.36′ 43″。